# Sulawesówka nizinna
Sulawesówka nizinna (Hyosciurus ileile) – gatunek gryzonia z rodziny wiewiórkowatych (Sciuridae). Jest gatunkiem endemicznym dla Indonezji. Jego naturalnym siedliskiem są subtropikalne i tropikalne lasy pierwotne, do wysokości 1700 m n.p.m. Występuje w bardzo niskich zagęszczeniach i jest bardzo wrażliwy na ludzką ingerencję. W Czerwonej księdze gatunków zagrożonych Międzynarodowej Unii Ochrony Przyrody i Jej Zasobów został zaliczony do kategorii VU (zagrożony), ze względu na znaczną fragmentację preferowanych przez ten gatunek siedlisk.